# Kieren Fallon
Kieren Francis Fallon (Condado de Clare, Irlanda, 22 de febrero de 1965) es un jinete de hípica irlandés, que ha ganado 6 veces el Champion Jockey, máxima prueba de la hípica Inglesa.

## Biografía
Nació en Crusheen (Condado de Clare) (Irlanda) el 22 de febrero de 1965.
En 1984 ganó su primera carrera en Navan. Llegó a Inglaterra en 1988 y tuvo notables triunfos, ganando en tres oportunidades el Epsom Derby (1999, 2003, 2004). Actualmente se encuentra en tribunales por ser acusado de estar implicado en una red de apuestas ilegales.